# Маркус Голмгрен Педерсен
Маркус Голмгрен Педерсен (норв. Markus Holmgren Pedersen, нар. 16 липня 2000, Гаммерфест, Норвегія) — норвезький футболіст, фланговий захисник італійського «Торіно» і національної збірної Норвегії.

## Клубна кар'єра

### «Тромсе»
Маркус Педерсен народився у містечку Гаммерфест, що на півночі Норвегії. Там же почав займатися футболом у місцевому клубі, який виступає у нижчих дивізіонах. У 2016 році Педерсен переїхав до Тромсе, щоб навчатися у Норвезькій Школі Елітного спорту і там приєднався до молодіжної команди місцевого клубу «Тромсе».
В Елітсерії Педерсен дебютував 28 жовтня 2018 року і став першим футболістом зі свого рідного Гаммерфеста, який зіграв у вищому дивізіоні норвезького чемпіонату.

### «Молде»
У лютому 2020 року Педерсен підписав трирічний контракт із діючим на той момент чемпіоном країни — «Молде». У першому сезоні молодий захисник закріпився в основі та відзначився двома забитими голами у чемпіонаті.

### «Феєнорд»
У червні 2021 року підписав п'ятирічний контракт з нідерландським «Феєнордом». Протягом наступних двух сезонів був серед основних гравців нідерландської команди.
22 серпня 2023 року на умовах оренди з подальшим правом викупа перейшов до італійського «Сассуоло».

## Збірна
У складі юнацької збірної Норвегії (U-19) у 2019 році Педерсен брав участь у юнацькому чемпіонаті Європи для футболістів віком до 19-ти років, що проходив у Вірменії. Захисник відіграв у всіх трьох матчах групового етапу.

## Статистика виступів

### Статистика клубних виступів
Станом на 4 вересня 2023
| Сезон               | Команда             | Чемпіонат           | Чемпіонат | Чемпіонат | Національний кубок | Національний кубок | Національний кубок | Континентальні кубки | Континентальні кубки | Континентальні кубки | Інші змагання | Інші змагання | Інші змагання | Усього | Усього | Усього |
| Сезон               | Команда             | Ліга                | Ігор      | Голів     | Ліга               | Ігор               | Голів              | Ліга                 | Ігор                 | Голів                | Ліга          | Ігор          | Голів         | Ігор   | Голів  |        |
| ------------------- | ------------------- | ------------------- | --------- | --------- | ------------------ | ------------------ | ------------------ | -------------------- | -------------------- | -------------------- | ------------- | ------------- | ------------- | ------ | ------ | ------ |
| 2018                | «Тромсе»            | ЕС                  | 3         | 0         | КН                 | 2                  | 0                  |                      | -                    | -                    |               | -             | -             | 5      | 0      |        |
| 2019                | «Тромсе»            | ЕС                  | 17        | 0         | КН                 | 2                  | 0                  |                      | -                    | -                    |               | -             | -             | 19     | 0      |        |
| Усього за «Тромсе»  | Усього за «Тромсе»  | Усього за «Тромсе»  | 20        | 0         |                    | 4                  | 0                  |                      | -                    | -                    |               | -             | -             | 24     | 0      |        |
| 2020                | «Молде»             | ЕС                  | 21        | 2         |                    | -                  | -                  | ЛЧ+ЛЄ                | 3+7                  | 1+0                  |               | -             | -             | 31     | 3      |        |
| 2021                | «Молде»             | ЕС                  | 7         | 0         |                    | -                  | -                  |                      | -                    | -                    |               | -             | -             | 7      | 0      |        |
| Усього за «Молде»   | Усього за «Молде»   | Усього за «Молде»   | 28        | 2         |                    | 0                  | 0                  |                      | 10                   | 1                    |               | -             | -             | 38     | 3      |        |
| 2021–22             | «Феєнорд»           | E                   | 30        | 0         | КН                 | 1                  | 0                  | ЛК                   | 16                   | 0                    | -             | -             | -             | 47     | 0      |        |
| 2022–23             | «Феєнорд»           | E                   | 23        | 1         | КН                 | 3                  | 0                  | ЛЄ                   | 6                    | 0                    | -             | -             | -             | 32     | 1      |        |
| серп.2023           | «Феєнорд»           | E                   | -         | -         | КН                 | -                  | -                  | -                    | -                    | -                    | СН            | 1             | 0             | 1      | 0      |        |
| Усього за «Феєнорд» | Усього за «Феєнорд» | Усього за «Феєнорд» | 53        | 1         |                    | 4                  | 0                  |                      | 22                   | 0                    |               | 1             | 0             | 80     | 1      |        |
| 2023–24             | «Сассуоло»          | A                   | 2         | 0         | КІ                 | 0                  | 0                  | -                    | -                    | -                    | -             | -             | -             | 2      | 0      |        |
| Усього за кар'єру   | Усього за кар'єру   | Усього за кар'єру   | 103       | 2         |                    | 8                  | 0                  |                      | 32                   | 1                    |               | 1             | 0             | 144    | 4      |        |

### Статистика виступів за збірну
Станом на 4 вересня 2023
| Дата       | Місто     | Господарі  | Результат | Гості      | Турнір                               | Голи | Примітки |
| ---------- | --------- | ---------- | --------- | ---------- | ------------------------------------ | ---- | -------- |
| 1-9-2021   | Осло      | Норвегія   | 1 – 1     | Нідерланди | Відбір до ЧС 2022                    | -    | 59'      |
| 4-9-2021   | Рига      | Латвія     | 0 – 2     | Норвегія   | Відбір до ЧС 2022                    | -    |          |
| 7-9-2021   | Осло      | Норвегія   | 5 – 1     | Гібралтар  | Відбір до ЧС 2022                    | -    |          |
| 8-10-2021  | Стамбул   | Туреччина  | 1 – 1     | Норвегія   | Відбір до ЧС 2022                    | -    | 84'      |
| 11-10-2021 | Осло      | Норвегія   | 2 – 0     | Чорногорія | Відбір до ЧС 2022                    | -    |          |
| 13-11-2021 | Осло      | Норвегія   | 0 – 0     | Латвія     | Відбір до ЧС 2022                    | -    |          |
| 16-11-2021 | Роттердам | Нідерланди | 2 – 0     | Норвегія   | Відбір до ЧС 2022                    | -    | 87'      |
| 25-3-2022  | Осло      | Норвегія   | 2 – 0     | Словаччина | товариський матч                     | -    |          |
| 29-3-2022  | Осло      | Норвегія   | 9 – 0     | Вірменія   | товариський матч                     | -    | 46'      |
| 2-6-2022   | Белград   | Сербія     | 0 – 1     | Норвегія   | Ліга націй УЄФА 2022-2023 - 1-й етап | -    |          |
| 5-6-2022   | Стокгольм | Швеція     | 1 – 2     | Норвегія   | Ліга націй УЄФА 2022-2023 - 1-й етап | -    | 43' 89'  |
| 9-6-2022   | Осло      | Норвегія   | 0 – 0     | Словенія   | Ліга націй УЄФА 2022-2023 - 1-й етап | -    |          |
| 12-6-2022  | Осло      | Норвегія   | 3 – 2     | Швеція     | Ліга націй УЄФА 2022-2023 - 1-й етап | -    | 66' 84'  |
| 27-9-2022  | Осло      | Норвегія   | 0 – 2     | Сербія     | Ліга націй УЄФА 2022-2023 - 1-й етап | -    | 57'      |
| 17-11-2022 | Дублін    | Ірландія   | 1 – 2     | Норвегія   | товариський матч                     | -    | 65'      |
| 20-11-2022 | Осло      | Норвегія   | 1 – 1     | Фінляндія  | товариський матч                     | -    | 56'      |
| 25-3-2023  | Малага    | Іспанія    | 3 – 0     | Норвегія   | Відбір до ЧЄ 2024                    | -    | 74'      |
| 28-3-2023  | Батумі    | Грузія     | 1 – 1     | Норвегія   | Відбір до ЧЄ 2024                    | -    | 90+5'    |
| 7-9-2023   | Осло      | Норвегія   | 6 – 0     | Йорданія   | товариський матч                     | -    | 46'      |
| Усього     |           | Матчів     | 19        |            | Голів                                | 0    |          |

## Титули і досягнення
- Чемпіон Нідерландів (1):

Феєнорд: 2022-23